# Constantijn III van Rome
Flavius Claudius Constantinus, bekend als Constantijn III (gestorven 411) was een Romeins keizer van voorjaar 407 tot 411. Hij kwam in opstand tegen de rechtmatige keizer Honorius en wordt derhalve een usurpator genoemd.
Van Constantijns afkomst is niets bekend. Hij was een soldaat van lage afkomst en had 2 zoons: Constans II en Iulianus. Volgens Sanz-Huesma daarentegen was de usurper geen gewone soldaat uit de gelederen, maar een bekwame manipulator met een hoge status, die de opstanden in Groot-Brittannië die hem naar de macht brachten heel zorgvuldig plande. 

## Achtergrond
Op 31 december 406 staken diverse stammen Germanen, waaronder Vandalen, Bourgondiërs, Alanen en Sueven de Rijn over nabij Mainz. Zij overrompelden de Romeinse verdedigingswerken en slaagden erin het West-Romeinse Rijk binnen te dringen.
Ten tijde van deze invasie was de Britse provincie in oproer, waarbij heersers kwamen en gingen. Uiteindelijk kwam Constantijn vroeg in 407 aan de macht, als vervanger van Gratianus. Constantijn, die militair was, kwam onmiddellijk in actie en vertrok naar het continent, naar Bononia. Historici gaan ervan uit dat hij het grootste deel van het leger uit Britannia meenam, waardoor deze provincie onbeschermd achterbleef. Constantijns generaals Justitianus en (de Frankische) Nebiogastes, werden verslagen door Sarus, Stilicho's luitenant, waarbij Nebiogastes werd vastgezet, en later gedood, bij Valence (Drôme).
Constantijn stuurde een nieuw leger, aangevoerd door Edobich en Gerontius, en Sarus werd gedwongen terug te trekken in Italië. Daarbij moest hij de Alpen over, die onder controle stonden van de Bagaudae, aan wie hij tol betaalde. Constantijn beveiligde de grens langs de Rijn, en liet de passen tussen Gallië en Italië bewaken. Tegen mei 408 had hij Arles tot hoofdstad gemaakt, waarbij Apollinaris, de grootvader van Sidonius Apollinaris, tot prefect werd benoemd.

## Erkenning door Honorius

Situatie van het West-Romeinse rijk in 408, na de dood van Stilicho, de invasie in Italië en Gallië en de opstand van het leger onder Constantijn III controleerde deze spoedig de helft van het grondgebied van keizer Honorius

In de zomer van 408 herschikten de Romeinse troepen zich, in voorbereiding op een tegenaanval. Constantijn had intussen andere plannen. Bang als hij was dat familieleden van keizer Honorius hem zouden aanvallen vanuit Hispania, terwijl Italiaanse troepen onder Sarus en Stilicho vanuit Italië die aanval zouden steunen, besloot hij hen voor te zijn en viel Spanje binnen. Hij liet zijn zoon Constans komen, die tot dan toe in een klooster was opgegroeid, en benoemde hem tot Caesar. Constans werd met generaal Gerontius naar Spanje gestuurd. De neven van Honorius werden zonder veel moeite verslagen en twee van hen - Didymus en Theodosiolus - werden gevangengenomen. Twee andere neven - Lagodius en Verianus ontsnapten naar Constantinopel.
Constans liet zijn vrouw en huishouding in Zaragoza achter onder de hoede van Gerontius en vertrok naar Arles. In de tussentijd muitte het Romeinse leger bij Ticinum op 13 augustus, wat uiteindelijk resulteerde in de executie van Stilicho op 22 augustus. Generaal Sarus deserteerde met zijn troepen, waardoor Honorius nagenoeg zonder militaire steun achterbleef in Ravenna. Honorius had daarboven te kampen met een Gotisch leger onder Alaric I, dat in Etrurië rondtrok.
Constantijn kreeg vanaf 409 ook steeds meer problemen. Rond deze tijd raakte hij het gezag kwijt over zijn oorspronkelijke thuisbasis Britannia en de Gallische provincie Gallia Lugdunensis. Hier braken opstanden uit omdat stad en land gebrandschat werden door invallers en er geen Romeins leger was om weerstand te bieden. Desondanks was Honorius bereid hem als medeheerser te accepteren (hij had al genoeg problemen), en de twee waren samen consul in 409. Oost-Romeins keizer Theodosius II erkende Constantijn overigens niet.

## Grote problemen
Voor Constantijn werd de situatie niet echt beter hierna. In september hadden de Vandalen, die de Rijnlinie hadden doorbroken en plunderend door Gallië trokken, de Pyreneeën bereikt, braken door de verdediging van Constantijns garnizoenen, en trokken Spanje binnen. Toen Constantijn Constans tot medekeizer benoemde en naar Spanje wilde sturen om orde op zaken te stellen rebelleerde zijn generaal Gerontius en riep deze zijn eigen zoon Maximus tot medekeizer uit. Ondanks Constantijns inspanningen werd er toch vanuit Spanje aangevallen, ditmaal was het Gerontius, die met barbaarse medestanders oprukte.
Saksische piraten plunderden het onbeschermde Brittannië en omdat hij hen niet kon beschermen kwamen de inwoners van Brittannië en Armorica tegen Constantijn in opstand en verdreven zijn ambtenaren.
Constantijn zag zich omringd door vijanden, en hij nam een wanhopige gok: met zijn overgebleven troepen trok hij naar Italië, waar hij met de steun van magister equitum Allobichus Honorius wilde afzetten. Deze invasie eindigde in 410 in een nederlaag, waarbij Constantijn zich moest terugtrekken in Gallië, en Allobichus sneuvelde. Constantijns positie werd moeilijker. Zijn troepen die de rebellerende Gerontius bevochten werden verslagen bij Vienne in 411, alwaar zijn zoon Constans werd opgepakt en geëxecuteerd. Constantijns pretoriaanse prefect Decimius Rusticus, die Apollinaris enkele jaren daarvoor had vervangen, verliet Constantijn en raakte in het Rijnland verwikkeld in de opstand van Iovinus. Gerontius sloot Constantijn in Arles in en belegerde hem.

## Overgave en dood
Honorius had inmiddels een nieuwe generaal Constantius naar Arles gestuurd, die Gerontius verjoeg, en de belegering van Constantijn in de stad overnam. Gerontius pleegde zelfmoord in Spanje en zijn troepen liepen over naar Constantius. Constantijn hield vol, hopend op de terugkeer van zijn generaal Ebodich, die troepen rekruteerde bij de Franken in Noord-Gallië. Bij zijn terugkeer werd Ebodich echter verslagen, en Constantijns laatste hoop vervloog, zeker toen zijn troepen bij de Rijn deserteerden en zich aansloten bij Iovinus, en hij moest zich overgeven. Ondanks de belofte van een veilige aftocht werd hij door Constantius gevangengenomen, en werd hij onthoofd in augustus of september 411.
Alhoewel Constantius later de opstand van Iovinus en diens broer Sebastianus neersloeg, kwam er nooit meer een Romeins gezag in Britannia na de dood van Constantijn. Zoals Procopius van Caesarea later uitlegde: "vanaf die tijd zou het onder regime van tirannen staan".

## De legende volgensGeoffrey van Monmouth
Constantijn wordt in de Historia Regum Britanniae van Geoffrey van Monmouth genoemd als koning van Brittannië als opvolger van Gracianus Municeps, die was vermoord. Dit wordt bevestigd door de kronieken van Wales. Vanwege zijn tirannie zou het 'gewone volk' Gratianus hebben vermoord. Maar toen Wanius en Melga, de koningen van respectievelijk de Hunnen en de Picten, dit ter ore kwam, verlieten ze Ierland met Schotten, Denen en Noren om het Britse koninkrijk te brandschatten.
Monmouth stelt dat na de dood van Gracianus de hulp van Rome werd ingeroepen en er een legioen werd gestuurd. Het legioen verdreef de vijanden opnieuw naar Ierland. Maar de hulp was van korte duur en de Britten werd geadviseerd om van kust tot kust tussen Alban en Deira een muur op te werpen. Toen deze was gerealiseerd vertrokken de Romeinen. Daar 'Maximianus' (Magnus Maximus) eerder alle Britse krijgers naar het vasteland had overgebracht en in Armorica (Bretagne) had overgeplant, waren het boeren en handwerkers die de wachtposten moesten bemannen. Toen de vijanden uit Ierland terugkwamen waren zij niet in staat hen tegen te houden. Agitius, driemaal consul, werd nog gevraagd om hulp, maar er kwam geen antwoord.
Er werd besloten dat de aartsbisschop van Londen, Guithelin de hulp van Bretagne moest inroepen. De koning van Bretagne, Aldroenus, de vierde koning sinds Conan Meriadocus, wilde niet heersen over twee koninkrijken, en stuurde zijn broer Constantijn met 2000 man naar Brittannië. Hierin wijkt Monmouth af van Beda, die Constantijn had weggezet als 'een gewoon soldaat zonder verdienste'. Constantijn versloeg de Picten en Hunnen, werd in Silchester tot koning gekroond, kreeg een vrouw uit edele familie (die persoonlijk door Guithelin was grootgebracht) en werd vader van drie zonen: Constans, Ambrosius Aurelianus en Uther Pendragon. Hij stuurde Constans, de oudste, naar het klooster van de Kerk van Amphybalus in Winchester en bracht zijn andere zonen onder bij Guithelin. Tien jaar later verzocht een Pict om een persoonlijk onderhoud met de koning en toen Constantijn in een bos van zijn gezelschap was gescheiden, stak de Pict hem neer.
Vortigern (Welsh: Gwrtheyrn) ging naar de monnik Constans en bood hem in ruil voor macht en bezit de kroon van zijn vader Constantijn aan. Guithelin was inmiddels gestorven en Vortigern kroonde Constans zelf. Constans had als koning niets in te brengen en Vortigern verzon een list om zelf koning te worden: hij bracht 100 Picten in Constans hofhouding en zette hen geleidelijk aan om Constans te doden. Toen ze hem Constans hoofd in Londen brachten, liet hij hen terechtstellen. Toen brachten bewakers Constantijns overgebleven twee zonen in veiligheid in Bretagne. De Saksen Hengest en Horsa kwamen van overzee en werden machtig in Brittannië. St. Germanus van Auxerre en Lupus van Troyes kwamen om de 'ketterij' van Pelagius uit te roeien. Later werden vierhonderdzestig Britse edelen door Saksen vermoord (het Verraad van de Lange Messen).
Aurelius Ambrosius en Uther Pendragon waren in Bretagne volwassen geworden en kwamen terug naar Brittannië om wraak te nemen op Vortigern voor de moord op Constantijn en Constans en het binnenlaten van heidense Saksen in het land, die het christendom in het land bijna hadden uitgeroeid. Aurelius werd tot koning gekroond en hij dreef Vortigern in het nauw in het kasteel van Genoreu in Erging in Wales aan de rivier Wye op de heuvel Cloartius. Het kasteel werd in brand gestoken en Vortigern kwam daarbij om. Later werd Hengest door Eldol, de hertog van Gloucester onthoofd. Uther volgde zijn broer Aurelius op en na hem kwam Uthers zoon koning Arthur op de troon.
Dit verhaal is in tegenspraak met de geschiedenis zoals we die nu kennen.